# Tadeusz Kański
Tadeusz Kański, właśc. Tadeusz Drohomirecki (ur. 19 lipca 1902 w Raju, zm. 5 sierpnia 1950 w Warszawie) – polski aktor, reżyser oraz scenarzysta.

## Życiorys
Studiował architekturę na Politechnice Lwowskiej oraz aktorstwo w tamtejszej szkole dramatycznej. Następnie wyjechał do Włoch, by kontynuować naukę w obu kierunkach. Tam też, od 1926 roku, grał w filmach wytwórni Stefano Pittalugi. Po powrocie do kraju, w latach 1931–1939 występował w polskich produkcjach oraz grał w teatrach Lwowa i Warszawy. Był również współscenarzystą filmu Sygnały (reż. Józef Lejtes).
Podczas II wojny światowej był założycielem i kelnerem kawiarni artystycznej „Sztuka”, umiejscowionej w podziemiach przedwojennego drapacza chmur Prudential. Po zamachu na Igo Syma, został wraz z innymi aktorami wywieziony 6 kwietnia 1941 do obozu Auschwitz-Birkenau (nr więzienny 12860). Po zwolnieniu z obozu w roku 1941 wrócił do Warszawy, wstąpił do AK i zaangażował się w życie konspiracyjne, wziął udział w powstaniu warszawskim, a po jego upadku udał się do Zakopanego, gdzie doczekał końca wojny.
W 1945 roku objął funkcję szefa Pomorskiej Dyrekcji Okręgowej Polskiego Radia, a w 1947 roku został zastępcą dyrektora naczelnego Przedsiębiorstwa Państwowego „Film Polski”. Z tego stanowiska został zwolniony po fiasku realizacji filmu Ślepy tor (wg Jerzego Kawalerowicza Kański został wówczas zesłany do obozu pracy w kamieniołomach). Przed śmiercią wyreżyserował jeszcze (wraz z Aldo Vergano) film Czarci żleb, za który w 1950 roku otrzymał Państwową Nagrodę Artystyczną II stopnia (zespołową) w dziale kinematografii za realizację.
Oprócz pracy filmowca zajmował się również tłumaczeniami, pisał także słuchowiska radiowe i sztuki teatralne (S.O.S.).
Zmarł w Warszawie, pochowany 8 sierpnia 1950 roku na cmentarzu Bródnowskim (kwatera 11E-2-22).

## Ordery i odznaczenia
- Złoty Krzyż Zasługi (18 stycznia 1946)[7]

## Filmografia

### Role aktorskie
- 1927: I martri d'Italia
- 1927: Il vetturale del Moncenisio
- 1928: Il carnevale di Venezia
- 1931: Dziesięciu z Pawiaka – młody rewolucjonista
- 1932: Dzikie pola – Bodenyi, rotmistrz armii austro-węgierskiej
- 1933: Pod Twoją obronę – agent wywiadu
- 1938: Kościuszko pod Racławicami – pułkownik Jan Ślaski
- 1938: Druga młodość – góral Franek
- 1939: Doktór Murek – „Czarny Kazik”, narzeczony Arlety
- 1949: Czarci żleb – Wilczyński, szef bandy

### Reżyseria, scenariusz, montaż
- 1938: Sygnały – scenariusz
- 1949: Czarci żleb